# Plus grandir
Singles de Mylène Farmer
On est tous des imbéciles
(1985) Libertine
(1986)
Plus grandir est une chanson interprétée par Mylène Farmer, sortie le 25 septembre 1985.
Première chanson dont Mylène Farmer signe le texte, il s'agit également de son premier titre paru au sein de sa nouvelle maison de disques, Polydor. Il est extrait de son premier album studio, Cendres de lune, qui sort en avril 1986.
Réalisé par Laurent Boutonnat, Plus grandir est le premier vidéo-clip français tourné en CinemaScope. Conçu comme un court métrage et salué par la critique, il dure près de 8 minutes mais sera censuré par plusieurs émissions.
La chanson connaît un succès d'estime et impose l'univers de Mylène Farmer et Laurent Boutonnat dans le paysage musical français, à la fois au niveau de l'écriture, de la musique et de l'image.
En 1990, Plus grandir ressort en single, mais cette fois en version Live, en tant que second extrait de l'album Mylène Farmer en concert, qui retrace la première tournée de la chanteuse, qui s'est déroulée en 1989.

## Contexte
Après l'échec du titre On est tous des imbéciles en début d'année 1985, le contrat qui lie Mylène Farmer avec la maison de disques RCA prend fin.
La chanteuse signe alors chez Polydor pour trois albums. Dès lors, et d'un commun accord, l'auteur-compositeur Jérôme Dahan décide de se séparer de Mylène Farmer et Laurent Boutonnat.
Le duo se plonge dans l'écriture du premier album de la chanteuse, Cendres de lune, pour lequel Laurent Boutonnat signe la plupart des chansons. Parmi elles, se trouvent Plus grandir (premier titre dont Mylène Farmer écrit les paroles), Chloé et Libertine.
Alors que toute l'équipe sent le gros potentiel de Libertine, le président de Polydor, Alain Lévy, décide à la surprise générale de sortir Plus grandir en tant que single.

## Paroles et musique
Sur une musique pop et entraînante composée par Laurent Boutonnat, Mylène Farmer aborde, pour son premier texte, des sujets sombres qui poursuivront son œuvre pendant des années : l'enfance, la peur de vieillir, la mort, mais aussi la perte de la virginité.
Elle reconnaîtra plus tard : « Le texte de Plus grandir était purement et simplement autobiographique. J'ai très peur de la fuite du temps et en l'occurrence, de vieillir. Cette chanson était un cri, une révolte. Le thème de la mort m'a toujours obnubilée ».

## Sortie et accueil critique
Plus grandir sort le 25 septembre 1985, avec Chloé en face B, un titre signé Laurent Boutonnat qui raconte la noyade d'une petite fille.
Une carte promotionnelle est envoyée aux médias, avec pour seule photo un landau noir sur lequel figure l'épitaphe « Mylène Farmer. 1962/1985 », ainsi qu'un extrait du livre Répertoire de Michel Butor.

### Critiques
- « Un disque irréprochable d'un point de vue musical. Les paroles simples sont un souffle rafraîchissant. » (Microsillon)[6]
- « Femme ou enfant, Mylène Farmer a une authenticité qui séduit. Ses chansons sont superbes. » (La Voix du Nord)[7]
- « Le résultat est pur, émouvant, jamais "gnangnan". » (Podium)[8]
- « Plus grandir consacre l'irrésistible ascension de Mylène Farmer, et va sans doute lui donner la dimension qu'elle attend. » (Charlie Mensuel)[9]
- « Une voix remarquable, des chansons originales, un style nouveau, voilà ce que nous apporte Mylène Farmer, l'une des plus étonnantes révélations de ces derniers mois. » (Le Parisien)[10]
- « La chanson a tout pour séduire et faire un tube. » (OK! Magazine)[11]
- « Une ritournelle discoïde originale, somptueusement clippée par Laurent Boutonnat. » (Star Music)[12]

## Vidéo-clip

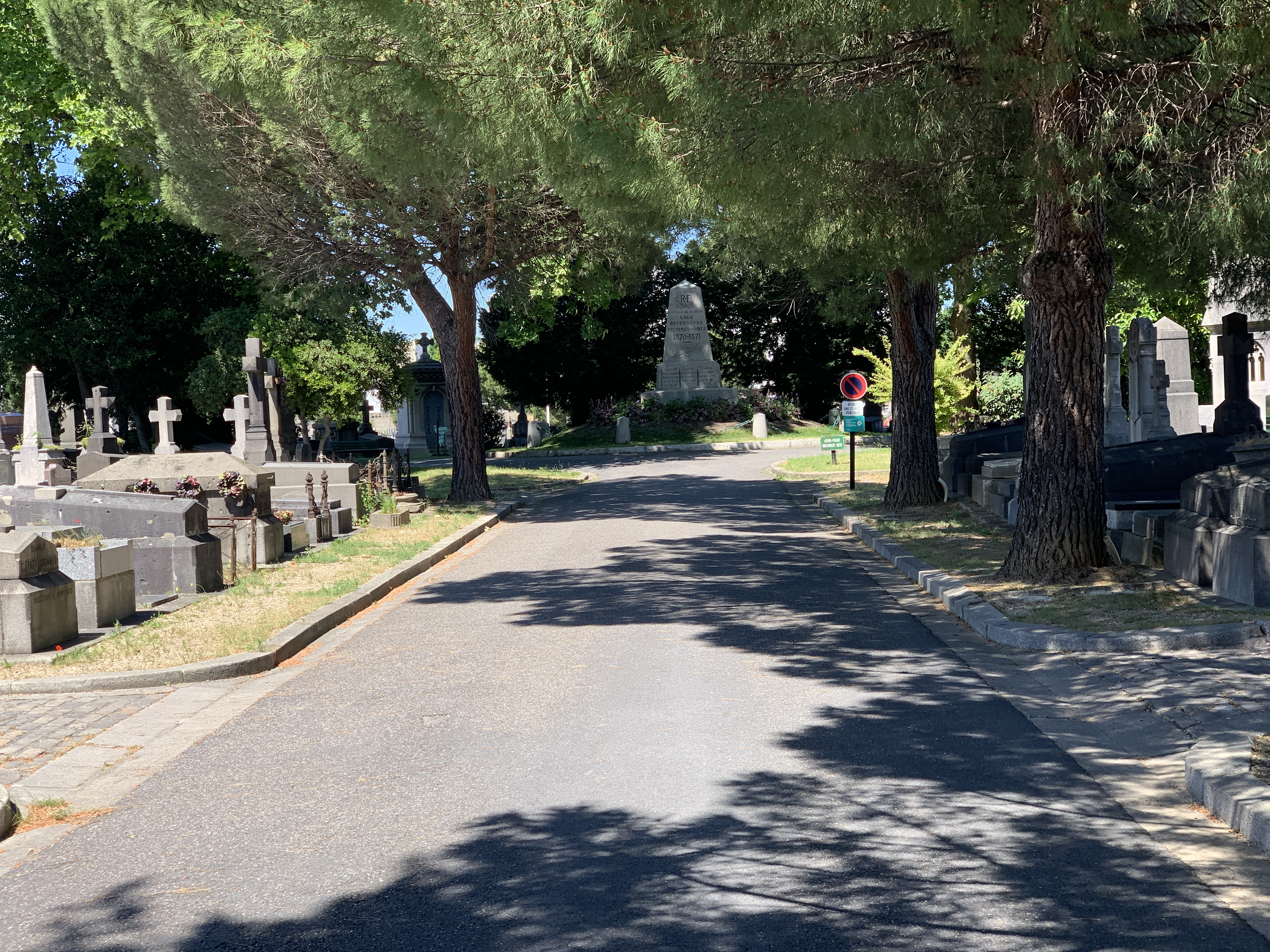
Le clip a été tourné au cimetière de Saint-Denis.

Souhaitant assouvir leur amour commun pour le cinéma, Laurent Boutonnat et Mylène Farmer décident de concevoir un véritable court métrage pour le clip de Plus grandir.
Après avoir travaillé ensemble sur le script, Mylène Farmer en dessine le storyboard. Boutonnat le présente aux responsables de Polydor : séduits par le scénario et l'ambition du duo, ceux-ci acceptent de co-produire le clip.
Réalisé par Boutonnat, Plus grandir est le premier clip français tourné en CinemaScope. Il dure près de 8 minutes et a coûté 330 000 francs.
Le tournage a duré cinq jours : un jour en extérieur, au cimetière de Saint-Denis, et quatre jours aux studios SETS de Stains,.
La poupée du clip a été confectionnée par Mylène Farmer, tandis que la statue animée de la Sainte-Vierge a été créée par le père de la chanteuse.
La musique instrumentale du générique de début, Cendres de lune, sera intégrée à l'album du même nom.

### Synopsis
Vêtue d’un tailleur noir, Mylène Farmer déambule dans les allées d’un cimetière, poussant un vieux landau noir.
Elle s’arrête devant une tombe sur laquelle est inscrit l'épitaphe « Mylène Farmer - Plus grandir », et y jette un bouquet de fleurs.

Symbole de l'enfance, le landau noir prend des allures de corbillard dans le clip de Plus grandir.

La caméra suggère alors une analepse et l'on retrouve Mylène dans une chambre de maison hantée, vêtue d’un pyjama rouge et tenant une poupée de chiffon.
Constatant avec stupeur que ses lèvres saignent, elle se met à maltraiter sa poupée (qui a un air triste) et tente de la noyer. Agenouillée et en larmes devant une statuette de la Vierge, elle implore de ne plus grandir. La tête de la poupée se tourne alors pour regarder Mylène en souriant.
Durant la nuit, un homme pénètre dans la chambre et se jette sur la jeune fille endormie. La statuette de la Vierge s'anime afin de ne pas voir la scène. Après avoir essayé de se débattre, Mylène cède à ses fantasmes et consent à la relation. De l'extérieur, deux nonnes naines regardent et commentent la scène, sans intervenir.
Au réveil, les nonnes pourchassent, sermonnent et frappent la jeune fille qui ne porte plus de pyjama mais une courte chemise de nuit, et reprend (toujours en larmes et à genoux) sa supplique pour ne plus grandir.
Seule au pied de son lit, elle semble souffrir et se contient le bas-ventre. Ne supportant plus le regard de sa poupée, elle prend un hachoir pour la décapiter.

Le refrain de Plus grandir reprend : cette fois, elle ne pleure plus et n'est plus à genoux. Tournoyant sur elle-même et dansant de rideau en rideau, elle semble libérée.
Au dernier refrain, elle tournoie toujours mais son visage est devenu vieux et ridé. Accoudée à une fenêtre, elle contemple une colombe.
La caméra nous ramène alors au cimetière, d’où Mylène repart, l'air serein.
Assise sur une tombe et le sourire aux lèvres, la poupée la regarde s'éloigner peu à peu. Ce cimetière est celui de l'enfance et des illusions perdues.

### Sortie et accueil
Bertrand Le Page organise le 13 novembre 1985 une projection du clip en avant-première au cinéma Kinopanorama à Paris, où il invite journalistes, producteurs et attachés de presse.
Bien que certaines scènes aient choqué quelques journalistes, la critique est dithyrambique :
- « Un vrai petit chef d’œuvre. » (OK Magazine)[11]
- « Un clip dérangeant, fascinant, avec une trame, une atmosphère, un début et une fin. Si rare de nos jours. » (Starfix)[3]
- « Un ciné clip tout à fait sérieux et drôlement épatant. » (Numéros 1)[13]
- « La vidéo, pour le moins pas commerciale, ne se situe pas dans le créneau de Bonne nuit les petits mais plutôt dans celui des Hauts de Hurlevent revisité par Dario Argento - ce qui n'empêche pas que et la chanson et la vidéo soient très réussis. » (Rock & Folk)[18]
- « Le programme est pervers et morbide, soit, mais tellement excitant ! » (L'Événement du jeudi)[19]
- « Du jamais vu dans la chanson française, un budget phénoménal, un résultat somptueux. » (Star passions)[20]

Le clip sera censuré par plusieurs émissions.

## Promotion
Mylène Farmer interprète la chanson dans quelques émissions à la télévision, principalement dans des éditions régionales de FR3, sur la RTBF et sur RTL TV (chaîne sur laquelle elle interprète le titre en portant un tutu blanc).

Elle l'interprète également dans L'Académie des neuf sur Antenne 2.

## Classements hebdomadaires
Le single n'est pas parvenu à se classer au Top 50 à sa sortie, mais a frôlé l'entrée de peu.
À la suite de la réédition du Maxi 45 tours par Universal en décembre 2017, Plus grandir atteint la 19e place des ventes de singles en France.
| Classement (1985) | Meilleure position |
| ----------------- | ------------------ |
| France (Ventes)   | -                  |

| Classement (2017) | Meilleure position |
| ----------------- | ------------------ |
| France (Ventes)   | 19                 |

## Listes des supports
| A. | Plus grandir | Mylène Farmer     | Laurent Boutonnat | 4:03 |
| B. | Chloé        | Laurent Boutonnat | Laurent Boutonnat | 2:30 |

| A. | Plus grandir (version longue) | 6:00 |
| B. | Chloé                         | 2:30 |

## Crédits
- Paroles : Mylène Farmer
- Musique : Laurent Boutonnat
- Production, arrangements et réalisation : Laurent Boutonnat
- Studio : Le Matin Calme
- Prise de son et mixage : Jean-Claude Dequéant
- Éditions : Bertrand Le Page et Polygram Music[27]

## Interprétations en concert
Plus grandir n'a été interprété que lors de la première tournée de Mylène Farmer, qui s'est déroulée en 1989. Sur ce titre, Mylène Farmer effectue une chorégraphie entourée de deux danseuses. Cette version Live est sortie en single en avril 1990.

## Plus grandir (Live)
Singles de Mylène Farmer
Allan (Live)
(1989) Désenchantée
(1991)
Le 23 avril 1990, Mylène Farmer ressort Plus grandir en single, mais cette fois en version Live, en tant que second extrait de l'album Mylène Farmer en concert, qui retrace sa première tournée de 1989.
Le clip, réalisé par Laurent Boutonnat, compile plusieurs extraits du spectacle.
La chanson et le clip sont beaucoup diffusés au printemps 1990. Des remixes sont enregistrés, sur lesquels des couplets de la choriste Carole Fredericks ont été ajoutés (certains faisant partie de la version Live de Maman a tort).

### Contexte
En 1989, portée par l'énorme succès de son album Ainsi soit je... vendu à plus d'un million d'exemplaires, Mylène Farmer entame sa première tournée. Comprenant une quarantaine de dates, dont sept soirs au Palais des Sports de Paris et deux à Bercy, la tournée est un triomphe.
Sorti le 4 décembre 1989, l'album Live retraçant cette tournée, Mylène Farmer en concert, est certifié double disque d'or en trois mois, porté par le single Allan (Live).

En guise de second extrait, Mylène Farmer décide de ressortir Plus grandir, mais cette fois dans sa version Live.

### Sortie
Le single sort le 23 avril 1990 dans une version écourtée, et propose des remixes sur lesquels des couplets de la choriste Carole Fredericks ont été ajoutés (certains faisant partie de la version Live de Maman a tort).

La pochette, dans un grand fond blanc, montre une photo de Mylène Farmer par Marianne Rosensthiel, prise lors de l'interprétation de Plus grandir sur scène.

### Vidéo-clip
Réalisé par Laurent Boutonnat, le clip compile plusieurs extraits du spectacle, tout en mettant l'accès sur la chorégraphie de Plus grandir que Mylène Farmer effectue entourée de deux danseuses.

### Classements hebdomadaires
Au printemps 1990, le titre atteint la 8e place des diffusions radios et la 35e place au Top 50.
À la suite de la réédition du Maxi 45 tours par Universal en septembre 2018, il atteint la 8e place des ventes de singles en France.
| Classement (1990) | Meilleure position |
| ----------------- | ------------------ |
| France (Radios)   | 8                  |
| France (Ventes)   | 35                 |

| Classement (2018) | Meilleure position |
| ----------------- | ------------------ |
| France (Ventes)   | 8                  |

### Listes des supports
| A. | Plus grandir (Live Mix)  | 4:50 |
| B. | Plus grandir (Mum's Rap) | 4:10 |

| A.  | Plus grandir (Mother's Live Remix) | 6:25 |
| B1. | Plus grandir (Mum's Rap)           | 4:10 |
| B2. | Plus grandir (Live Mix)            | 4:50 |

| 1. | Plus grandir (Live Mix)            | 4:50 |
| 2. | Plus grandir (Mother's Live Remix) | 6:25 |
| 3. | Plus grandir (Mum's Rap)           | 4:10 |

### Crédits
- Paroles : Mylène Farmer
- Musique et production : Laurent Boutonnat
- Prise de son et mixage : Thierry Rogen
- Claviers : Bruno Fontaine
- Batterie : Yves Sanna
- Percussions : Philippe Draï
- Guitare : Slim Pezin
- Basse : Christian Padovan
- Choristes : Carole Fredericks et Beckie Bell
- Mixé au Studio Mega
- Éditions : Bertrand Le Page et PolyGram Music[34]

## Albums et vidéos incluant le titre

### Albums de Mylène Farmer
| Année | Album           | Version                                           | Durée               | Certifications de l'album  |
| 1986  | Cendres de lune | Version Album Instrumental (réédition 2024)       | 4:02 4:10           | 2 × Or                     |
| 1989  | En concert      | Live                                              | 4:50                | 2 × Or                     |
| 1992  | Dance Remixes   | Mother's Live Remix                               | 6:25                | 2 × Or                     |
| 2001  | Les mots        | Nouveau Mix                                       | 3:35                | Diamant · 2 × Platine · Or |
| 2021  | Plus grandir    | Version Album Live Mix Vidéo-clip Vidéo-clip Live | 4:04 4:10 7:32 4:50 | Platine                    |
| 2025  | 86-97           | Version album                                     | 4:05                |                            |

### Vidéos de Mylène Farmer
| Année | Vidéo              | Version                                      | Durée     | Certifications de la vidéo        |
| 1987  | Les clips          | Vidéo-clip                                   | 7:40      | Platine                           |
| 1990  | Les clips vol. III | Vidéo-clip Live                              | 4:50      | Or                                |
| 1990  | The Videos         | Vidéo-clip Live                              | 4:50      | -                                 |
| 1997  | Music Videos       | Vidéo-clip (VHS + DVD) Vidéo-clip Live (DVD) | 7:32 4:50 | 3 × Platine (VHS) · Diamant (DVD) |